# Кинохит
«Кинохит» — российский спутниковый киноканал, созданный компанией «НТВ-Плюс» в 2004 году. Часть фильмов демонстрируется с многоканальным звуковым сопровождением Dolby Digital 5.1.

## История
16 мая 2005 года «Кинохит» перешёл на круглосуточное вещание.
25 декабря 2015 года телеканал перешёл под управление компании «Ред Медиа».